# Манап
Мана́п (каз. Манап) — село у складі Жанакорганського району Кизилординської області Казахстану. Адміністративний центр Манапського сільського округу.
У радянські часи село називалося Отділення № 3 совхоза Талап, до 1997 року — Талап.
Населення — 576 осіб (2021; 713 у 2009, 614 у 1999, 644 у 1989).